# Sinkanszen E5

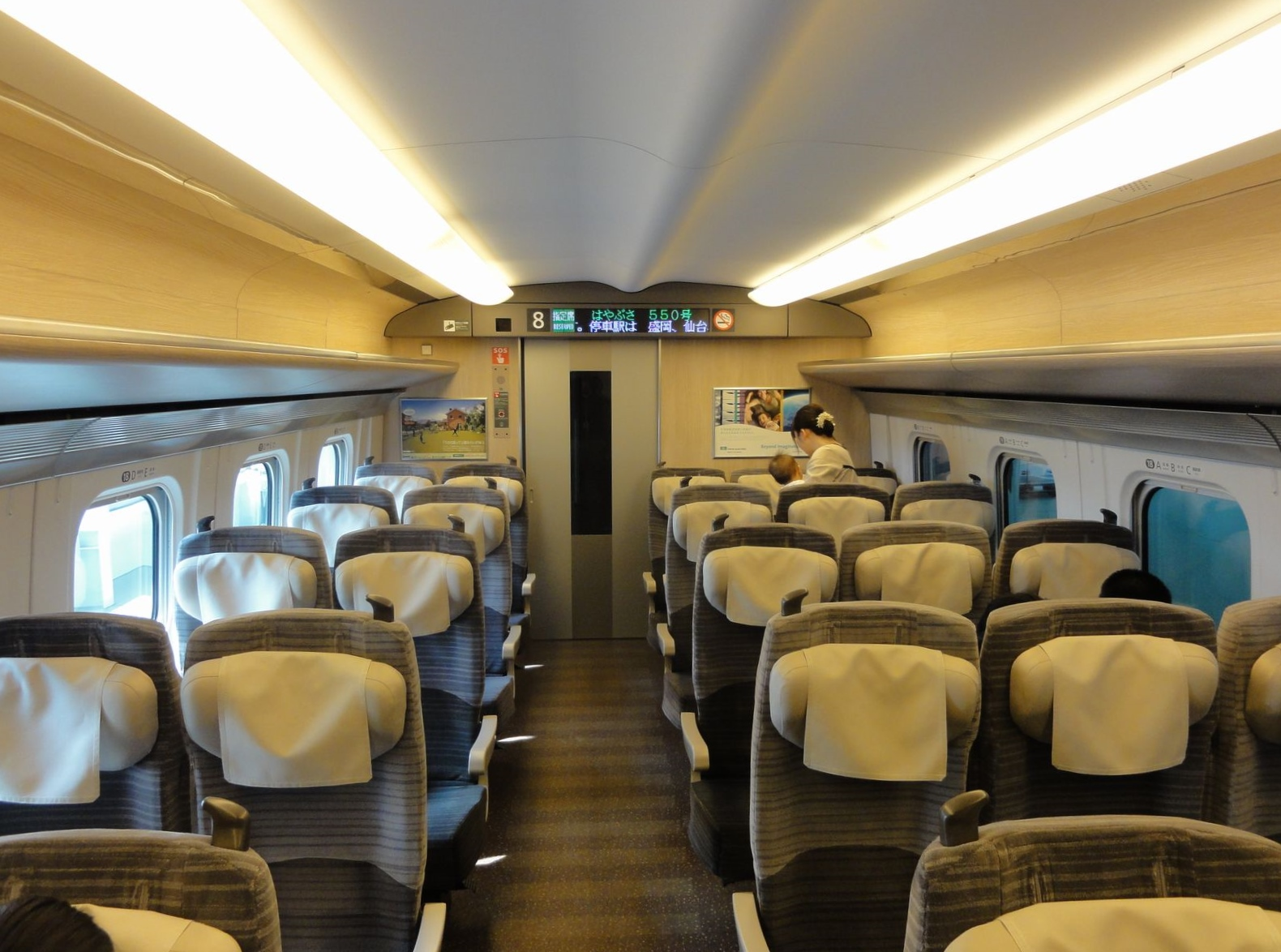
Utastér

A Sinkanszen E5 sorozat egy japán nagysebességű villamos motorvonat, melyet a East Japan Railway Company (JR East) üzemeltet. A gyártás 2009-ben kezdődött, forgalomba 2011. március 5-én állt. Összesen 590 egység készül, ebből 59 tíz részes szerelvény lesz. A  Tóhoku Sinkanszen és a Hokkaidó Sinkanszen vonalakon közlekednek.

## Jellemzése
Új dizájnnal is kiemelik a legújabb E5-ös sorozatot. A hosszú orrú motorvonatokat zöld-rózsaszín-fehér fényezésűre tervezték, az utóbbi szín a felhőkre, az élénk csík a virágszirmokra, a felső rész festése pedig az örökzöldekre utal. A vonatok a Tokióból északra vezető Tóhoku Sinkanszen vonalon állnak majd szolgálatba 2011 tavaszától 300 km/h sebességgel. A 320 km/h sebességet 2013. márciusától tervezik bevezetni.
A próbaútra 2010 nyarán induló E5-ösök végső sebessége azonban 320 km/h lesz (a leggyorsabb vonatok Japánban), a tervek szerint 2013-tól. Ezzel elérik a francia TGV-k mostani utazósebességét. A most csak Hacsinohéig érő vonalat is meghosszabbítják a japán fősziget, Honsú északi partjáig, Aomoriig.
Az E5-ös-be a 2. és 1. osztály fölé még egy szuper zöld osztályt is terveztek, a hatalmas, 45 fokig lehajtható fotelülésből egy sorba csupán három, a teljes kocsiba 18 darab jut.
A vonatba beépítenek olyan fejlesztéseket, mint a billenő kocsiszekrény és a különlegesen halk áramszedő. A jellegzetes kacsacsőr célja is az alagutakban fellépő nyomáshullámok mérséklése.